# Port de Baltimore
Le port de Baltimore ou Helen Delich Bentley Port of Baltimore est le port de la ville de Baltimore située dans l'État du Maryland. Géré par la Maryland Port Administration (MPA) qui fait partie du Maryland Department of Transportation, l'activité du port est axée vers le transport de passagers et de véhicules et il accueille surtout des rouliers.

## Histoire

### Création du port
En 1608, le capitaine John Smith de Jamestown navigua sur 275 km de Jamestown jusque l'Upper Chesapeake, pour mener la première expédition européenne sur le fleuve Patapsco, du nom des indiens algonquins dont le fleuve traversait la zone de pêche et de chasse,. Les concessions de terrains britanniques, datant de 1661, ont été agglomérées en 1702 par James Carroll qui nomma l'endroit Whetstone Point. Ce lieu est aujourd'hui connu sous le nom de Locust Point. Le port fut créé en 1706 par l'assemblée coloniale du Maryland pour permettre l'envoi du tabac vers l'Angleterre. En 1729, le lieu fut rattaché à la ville de Baltimore. En 1776, des travaux de construction du Fort Whetstone débutèrent pour défendre le port durant la guerre d'indépendance des États-Unis. En 1798, le fort fut remplacé par le fort McHenry,.
Fells Point, d'abord nommé Long Island Point en 1670, était la zone la plus profonde du port et l’endroit fut choisi pour la construction de bateaux et notamment la construction des Clippers de Baltimore. Ces bateaux rapides et dangereux donnèrent aux Britanniques de bonnes raisons d'attaquer le port lors de la bataille de Baltimore qui vit le bombardement du Fort McHenry,. En 1773, le Fells Point fut rattaché à la ville de Baltimore
L'armée navale américaine (Continental Navy) commanda sa première frégate, nommée USS Virginia en 1775. Les navires USS Constellation (1797) et USS Enterprise (1799) suivirent. Au total, plus de 800 navires sortirent des chantiers navals de Fells Point entre 1784 et 1821. La ruée vers l'or en Californie augmenta la demande de fournitures de bateaux rapides pour le transport. 
Après la construction de la digue de Baltimore, de formes de radoub et d'entrepôts, des industries s'installèrent à proximité. En 1828, la compagnie de chemin de fer Baltimore & Ohio Railroad s'installa à proximité. Cette installation transforma la ville en un port important pour le transport des marchandises en provenance du monde entier. Après la guerre de Sécession, des bateaux pour le commerce du café avec le Brésil arrivèrent dans le port. La région abritait également une fonderie de cuivre (Baltimore Copper Smelting Company) et des petites raffineries de pétrole, rachetées plus tard par la Standard Oil. À la fin du XIXe siècle, le port devint une porte d’entrée pour de nombreux colons en provenance d’Europe.

### Chenaux d’entrée
L'entretien des chenaux d'entrée dans le port débuta très tôt. Le dragage dans le port débuta vers 1783 quand une entreprise privée souhaita rendre son embarcadère plus profond. En 1790, le gouvernement commença à draguer régulièrement le port avec une machine à vapeur spécialement conçue. En 1825, le sénateur du Maryland, Samuel Smith fit une demande au Congrès pour obtenir des fonds fédéraux pour le dragage.
Le Congrès, qui souhaitait se protéger des incursions lors de la guerre de 1812, décida d'augmenter ses protections navales. Cela mena à la construction du Fort Carroll à Baltimore vers les années 1830. Le projet fut terminé en 1838. Dans les années 1850, un autre projet de dragage fut lancé et vit la construction d'un chenal entre Sparrows Point et l’embouchure du fleuve Patapsco près du phare de Seven Foot Knoll. Ce chenal est toujours la voie principale d'entrée dans le port.
En 1865, le major William Price Craighill prit la tête du Corps du génie de l'armée à Baltimore. Il y fit construire un nouveau chenal d’accès entre Seven Foot Knoll et l’embouchure de la Magothy River, puis vers Sandy Point. 
La construction de phares débuta dans les années 1820. Au début, il ne s'agissait que d'un alignement de lumières pour guider les navires. D'autres projets d’alignement de phares furent menés par la suite pour d'autres chenaux. Les phares de Hawkins Point et de Leading Point furent construits en 1868. La plupart de ces tours existent toujours bien qu’elles soient automatisées. Le phare de Craighill Channel Lower Range a le titre du plus haut phare du Maryland.

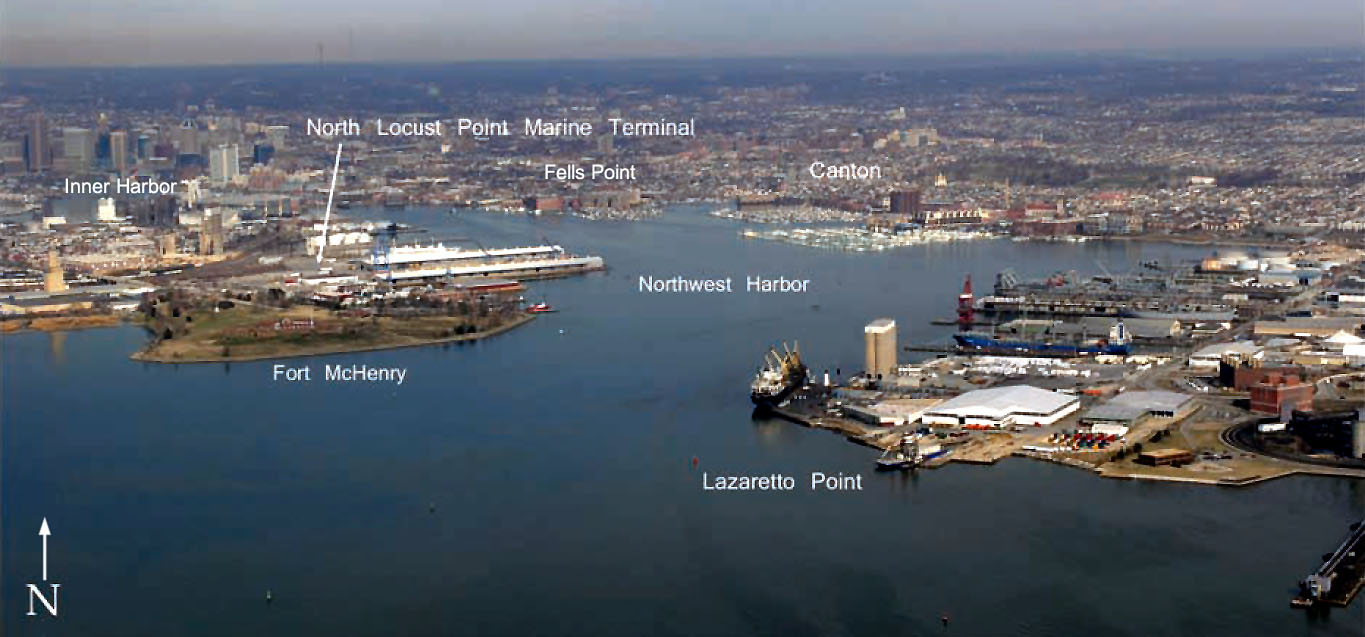
Vue du port de Baltimore.

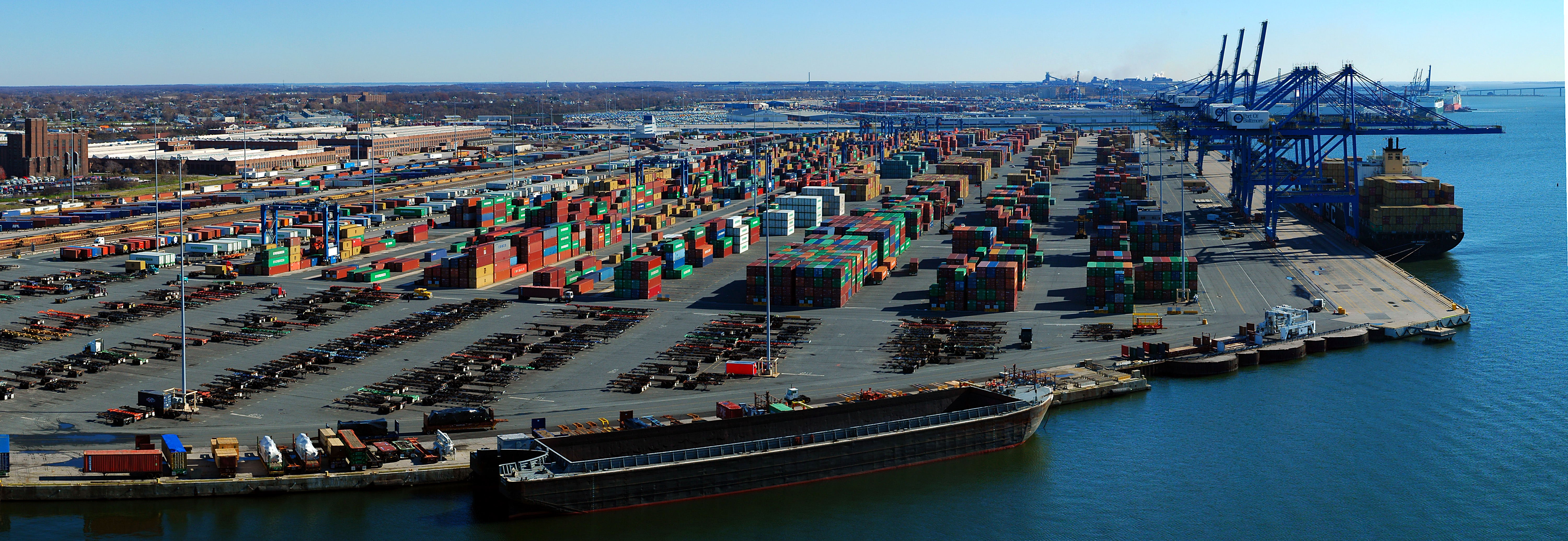
Terminal de Seagirt.

## De nos jours
Le port est surtout développé pour le transport de véhicules (rouliers) mais aussi dans le transport d'acier. Le gouverneur Erlich participa au renommage du port en l'honneur d'Helen Delich Bentley lors du 300e anniversaire du port.
Le pont Francis-Scott-Key situé en face du port au-dessus de l'estuaire du Patapsco s'effondre le 26 mars 2024, une de ses piles ayant été percutée par le porte-conteneurs Dali alors que celui-ci était hors de contrôle à la suite d'une avarie. Le port se retrouve alors fermé dans l’attente du déblaiement de l’enchevêtrement de poutrelles d’acier et autres restes de la catastrophe. Les flux d'importations et exportations de véhicules, dont on craignait qu'ils soient notablement affectés, sont réorganisés vers d’autres ports de la côte Est par les industriels de l’automobile.